# Старая Андрияшевка
Ста́рая Андрия́шевка — село в Слободзейском районе непризнанной Приднестровской Молдавской Республики. Вместе с сёлами Фрунзе, Новая Андрияшевка, Новокотовск, Приозёрное, Уютное и посёлком при ж/д станции Новосавицкая входит в состав Фрунзевского сельсовета.